# Gewone saffraangors
De gewone saffraangors (Sicalis flaveola) is een zangvogel uit de familie Thraupidae (tangaren).

## Kenmerken
De bovenzijde van het mannetje is geel met bruingroen. Verder heeft het dier een groengele kruin, oranje wangen en een oranje voorhoofd. De grijsbruine vleugels en staart vertonen een groene glans. De borst van het vrouwtje is groener en het voorhoofd is minder feloranje.

## Verspreiding en leefgebied
Deze soort komt voor in noordelijk, westelijk-centraal, zuidoostelijk en het zuidelijke deel van Centraal-Zuid-Amerika en telt vijf ondersoorten:
- Sicalis flaveola flaveola: Trinidad, Colombia, Venezuela en de Guiana's
- Sicalis flaveola valida: Ecuador en noordwestelijk Peru
- Sicalis flaveola brasiliensis: oostelijk Brazilië
- Sicalis flaveola pelzelni: oostelijk Bolivia, Paraguay, zuidoostelijk Brazilië, noordelijk Argentinië en Uruguay
- Sicalis flaveola koenigi: noordwestelijk Argentinië

De vogel leeft in bossen met veel doornstruiken. En is ook vaak te vinden in grasland en moerasgebied.